# Orthogonal frequency-division multiplexing
Pour les articles homonymes, voir fréquence (homonymie).
L’OFDM (orthogonal frequency-division multiplexing) est un procédé de codage de signaux numériques par répartition en fréquences orthogonales sous forme de multiples sous-porteuses. Cette technique permet de lutter contre les canaux sélectifs en fréquence en permettant une égalisation de faible complexité. Ces canaux se manifestent notamment en présence de trajets multiples et sont d'autant plus pénalisants que le débit de transmission est élevé. C’est la raison pour laquelle on trouve cette technique largement adoptée dans la plupart des applications à très haut débit.

## Description
Plusieurs variantes de l'OFDM existent. Le DMT (discrete multitone modulation) fait référence à un système de transmission OFDM en bande de base. Le COFDM (Coded orthogonal frequency-division multiplexing) introduit un code correcteur d'erreurs. Le WCP-OFDM (weighted cyclic prefix orthogonal frequency-division multiplexing) prévoit l'ajout d'un préfixe cyclique et la pondération du signal en sortie de l'émetteur afin de s'adapter aux canaux mobiles à trajets multiples.
En présence d'un canal multitrajet, la réception de plusieurs échos en opposition de phase peut donner lieu à des évanouissements (atténuations sévères sur une partie de la bande de fréquence). Dans le cadre d'un système OFDM, il est généralement impossible de reconstruire les symboles transportés par les sous-porteuses affectées par ces phénomènes d'évanouissements. Cela s'explique par le fait que l'OFDM non-précodé n'introduit pas de redondance (ou diversité fréquentielle). Cet inconvénient peut être pallié en utilisant le COFDM au prix d'une diminution de l'efficacité spectrale.
L'OFDM étant un système de transmission par blocs, on introduit généralement un intervalle de garde entre ces derniers. Cela permet d'éliminer l'interférence entre blocs successifs en présence de canaux à plusieurs trajets et de faciliter d'autant plus l'égalisation, à condition que l'intervalle de garde soit de durée supérieure au temps d'arrivée du dernier trajet. Deux types d'intervalles de garde sont couramment utilisés : le préfixe cyclique qui consiste à recopier les derniers échantillons du bloc au début de celui-ci et le bourrage de zéros qui consiste à insérer des zéros au début du bloc. Ces deux techniques conduisent naturellement à une diminution de l'efficacité spectrale.

## Utilisation
L'OFDM (ou une technique proche) est utilisé dans :
- la télédiffusion numérique terrestre (DVB-T, DVB-H) ;
- la radiodiffusion numérique terrestre DAB ;
- la radiodiffusion numérique terrestre T-DMB ;
- la radiodiffusion numérique DRM ;
- les liaisons filaires telles que l'ADSL, le VDSL, les modems sur courant porteur (homeplug), les modems câble (standard Docsis) et certains réseaux électriques intelligents se basant sur du CPL (G3-PLC, PRIME) ;
- les réseaux sans fil basés sur les normes 802.11a, 802.11g, 802.11n, 802.11ac et 802.11ax (Wi-Fi), 802.16 (WiMAX) et HiperLAN ;
- les réseaux mobiles de nouvelles générations (LTE, 4G, 5G) qui utilisent une technique d'accès multiple basée sur l'OFDM appelée OFDMA : Orthogonal Frequency-Division Multiple Access.
- Radar à pénétration d'obstacles[4]

## Principe
Le principe de l'OFDM consiste à répartir sur un grand nombre de sous-porteuses le signal numérique que l'on veut transmettre. Comme si l'on combinait le signal à transmettre sur un grand nombre de systèmes de transmission (des émetteurs, par exemple) indépendants et à des fréquences différentes.
Pour que les fréquences des sous-porteuses soient les plus proches possibles et ainsi transmettre le maximum d'information sur une portion de fréquences donnée, l'OFDM utilise des sous-porteuses orthogonales entre elles. Les signaux des différentes sous-porteuses se chevauchent mais grâce à l'orthogonalité n'interfèrent pas entre eux.
En codage orthogonal, l'espacement entre chaque sous-porteuse doit être égal à Δf = k/(TU) hertz, où TU secondes est la durée utile d'un symbole (c.a.d. la taille de la fenêtre de capture du récepteur), et k est un entier positif, généralement égal à 1. Par conséquent, avec N sous-porteuses, la largeur totale de la bande passante sera de B ≈ N·Δf (Hz).
L'orthogonalité permet également une haute efficacité spectrale, le débit total s'approchant du débit de Nyquist (en), la bande passante étant quasiment utilisée dans son intégralité. Le multiplexage orthogonal produit un spectre de fréquence presque plat (typique du bruit blanc), ce qui entraîne un minimum d'interférences avec les canaux adjacents. Un filtrage séparé de chaque sous-porteuse n'est pas nécessaire pour le décodage, une Transformée de Fourier FFT étant suffisante pour séparer les porteuses entre elles.
Le signal à transmettre est généralement répété sur différentes sous-porteuses. Ainsi dans un canal de transmission avec des chemins multiples où certaines fréquences seront détruites à cause de la combinaison destructive de chemins, le système sera tout de même capable de récupérer l'information perdue sur d'autres fréquences porteuses qui n'auront pas été détruites.
Chaque sous-porteuse est modulée indépendamment en utilisant des modulations numériques : BPSK, QPSK, QAM-16, QAM-64…
Ce principe permet de limiter l'interférence entre symboles. Pour l'éliminer, on peut ajouter un intervalle de garde (c'est-à-dire une période pendant laquelle il n'y a aucune transmission) après chaque symbole émis, très grand devant le délai de transmission (la distance séparant l'émetteur du récepteur divisée par la vitesse de la lumière).
Le décodage OFDM nécessite une synchronisation très précise de la fréquence du récepteur avec celle de l'émetteur. Toute déviation en fréquence entraîne la perte de l'orthogonalité des sous-porteuses et crée par conséquent des interférences entre celles-ci. Cette synchronisation devient difficile à réaliser dès lors que le récepteur est en mouvement, en particulier en cas de variation de vitesse, de direction ou si de nombreux échos parasites sont présents.

## Description mathématique
L'équivalent passe-bas d'un signal OFDM est exprimé ainsi : 
où {\displaystyle \{I_{k}\}} sont les symboles de donnée, {\displaystyle N} est le nombre de sous-porteuses et {\displaystyle T} la durée du bloc OFDM. L'espacement entre porteuses de {\displaystyle 1/T} Hz rend les sous-porteuses orthogonales entre elles ; cette propriété est exprimée ainsi :
où {\displaystyle (\cdot )^{*}}correspond à l'opérateur conjugué complexe et δ est le symbole de Kronecker.
Pour éviter l'interférence inter-symboles dans un environnement de propagation multichemins, un intervalle de garde {\displaystyle -T_{\mathrm {g} }\leq t<0}, où {\displaystyle T_{\mathrm {g} }} est la période de garde, est inséré avant le bloc OFDM. Pendant cet intervalle, un préfixe cyclique est transmis. Ce préfixe cyclique est égal au dernier {\displaystyle T_{\mathrm {g} }} du bloc OFDM. Le signal OFDM avec le cyclique préfixe est donc :
Le signal passe-bas ci-dessus peut soit être constitué de valeurs réelles ou complexes. Pour le signal à valeurs réelles celui-ci est généralement transmis en bande de base et exprimé ainsi :
Le signal en bande de base à valeurs complexes est par contre modulé à une fréquence supérieure {\displaystyle f_{c}}. En général, le signal est représenté ainsi :